# Église Saint-Martin de Ludwigshafen-Oppau
L'église Saint-Martin est une église catholique du quartier d'Oppau à Ludwigshafen. Il a été construit entre 1953 et 1954 selon les plans d'Albert Boßlet.

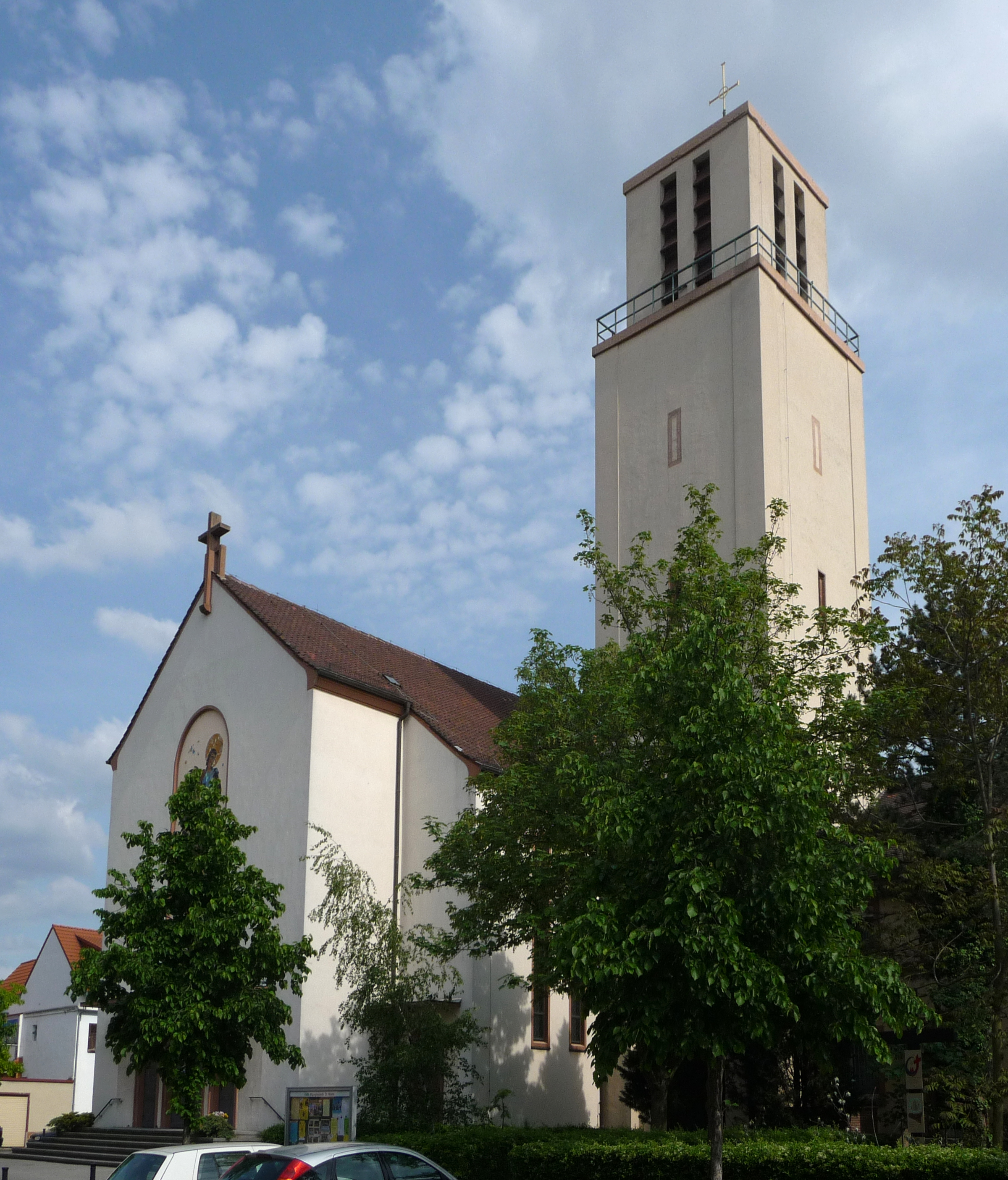
St. Martin
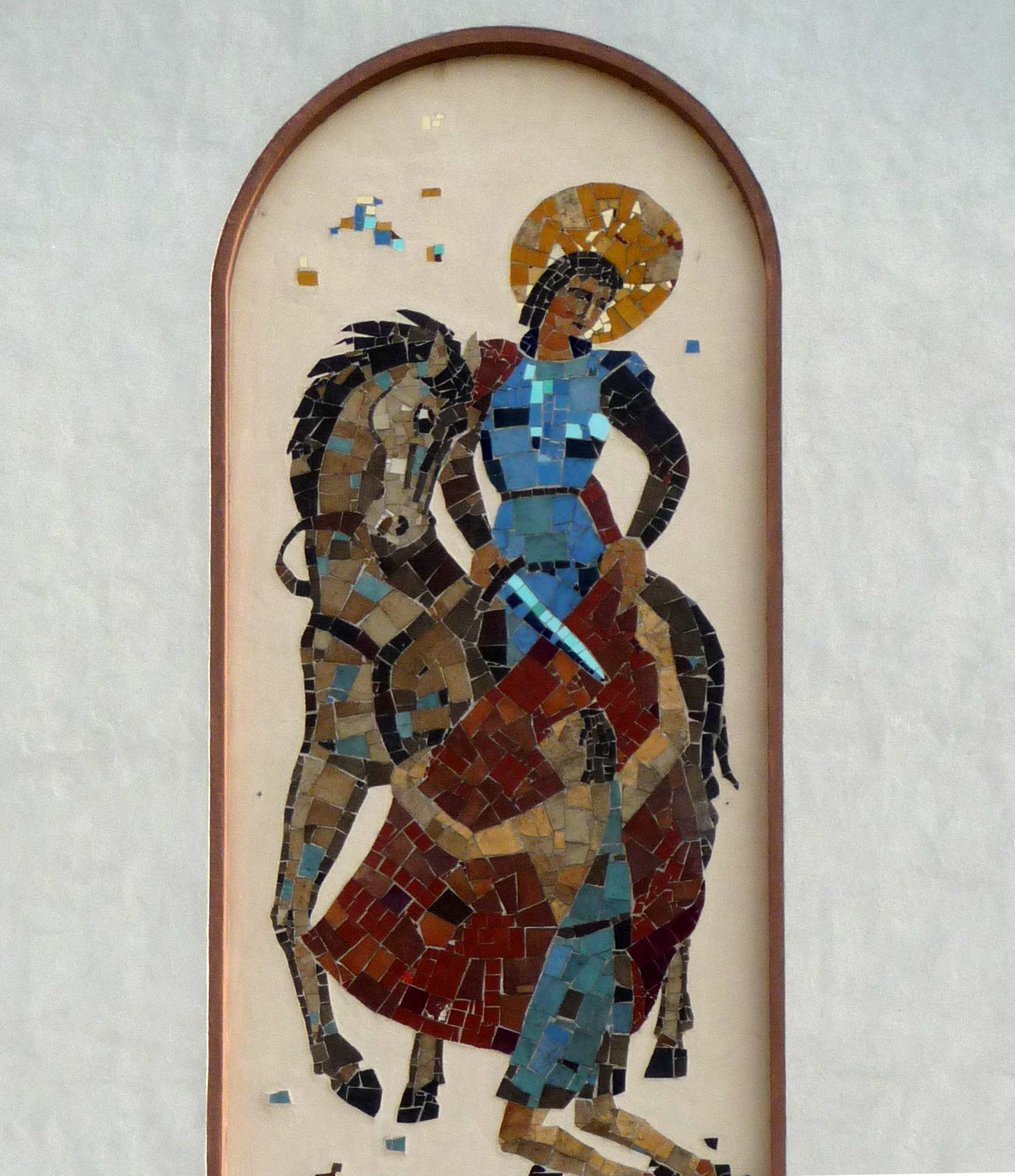
Patron St. Martin
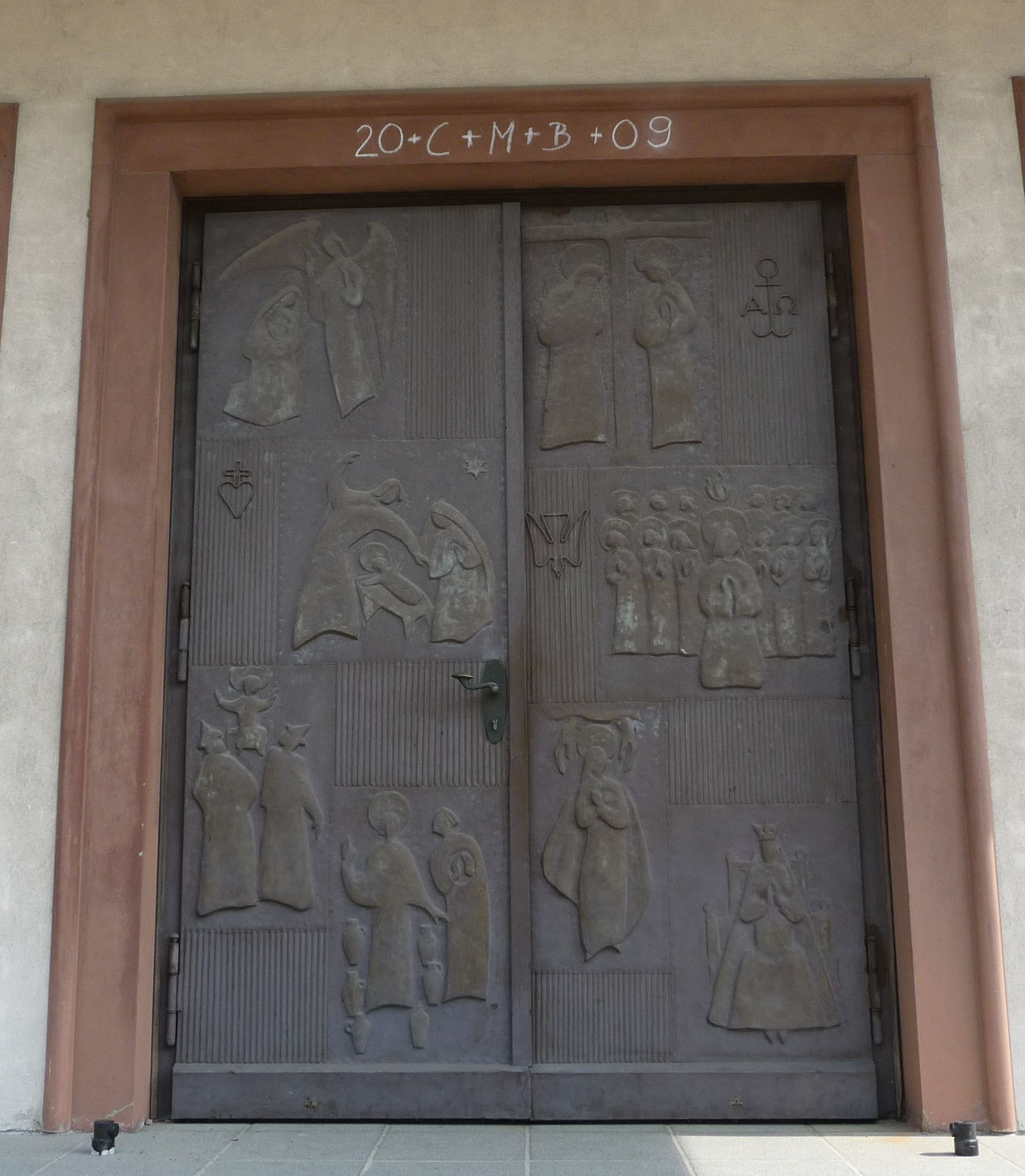
Portail

## Histoire
Oppau a été mentionné pour la première fois dans le Codex de Lorsch en 808. Le même document mentionne également le patronage de Saint-Martin. Cette mention ancienne et le saint patron Saint Martin suggèrent que l'église d'Oppau est la plus ancienne église de Ludwigshafen. En 888, le roi Arnulf de Franconie orientale donna l'église à son fidèle Reginbert, qui la céda à son tour à l'Abbaye de Lorsch. Vraisemblablement au XIIe siècle, le patronage passa au prévôt de la cathédrale de Worms, qui intégra l'église au chapitre de la cathédrale de Worms en 1234. En 1556, l’électeur palatin Ottheinrich introduit la Réforme. Après cela, l'église a été presque toujours réformée et était également attribuée à l'Église réformée lors de la division de l'Église du Palatinat en 1705.
Entre 1771 et 1774, les catholiques d'Oppau construisirent une petite église baroque. En 1805, une paroisse est rétablie à Oppau. Par tradition, c'est saint Martin qui a été choisi comme patron. L'église a été détruite en 1921 par l'explosion d'Oppau. Le nouveau bâtiment plus grand, de style néo-baroque, basé sur les plans d'Albert Boßlet et Josef Kuld, a incorporé la façade et les fondations de l'ancienne église. Elle a été consacrée le 11 novembre 1923 par l'évêque de Spire, Ludwig Sebastian. Durant la Seconde Guerre mondiale, cette église fut également détruite après un raid aérien en 1943. La nouvelle église Saint-Martin, bien plus grande, a été construite entre 1953 et 1954. L'architecte était à nouveau Albert Boßlet. La paroisse Saint-Martin forme aujourd'hui une communauté paroissiale avec Maria Königin (Ludwigshafen-Edigheim) et Saint-Albert (Ludwigshafen-Pfingstweide).

## Description
L'église Saint-Martin est située au centre d'Oppau. L'église-halle à trois nefs est un bâtiment fonctionnel et plâtré. Le clocher de l'église, haut de 38 mètres, intègre des parties du bâtiment précédent et est désormais placé sous la forme d'un campanile sur le flanc droit. La mosaïque de Saint-Martin sur la façade a été réalisée par le sculpteur Hans König.
Les vitraux du chœur ont été conçus par Wilhelm Braun. Elles représentent des scènes de la vie de saint Martin. Les vitraux de la nef ont été conçus par l'architecte Albert Boßlet. L'ameublement comprend une statue de Saint Martin datant d'environ 1500. L'orgue a été construit par Klais en 1958. L'instrument possède 38 registres. Le carillon est composé de cinq cloches avec la séquence de tons de frappe c1–mi1–g1–b1–c2, qui proviennent du Bochumer Verein et de la fonderie Schilling.

## Littérature
- Friedrich Schmitt : Ludwigshafener Kirchenbau. Ludwigshafen/Rhein 1985.
- Hans Caspary (Bearb.), Georg Dehio (Begr.): Handbuch der Deutschen Kunstdenkmäler: Rheinland-Pfalz, Saarland. München 1984,  (ISBN 3-422-00382-7).
- Stadtarchiv der Stadt Ludwigshafen am Rhein, Stefan Mörz, Klaus Jürgen Becker (Hrsg.) : Geschichte der Stadt Ludwigshafen am Rhein: Bd. 1. Von den Anfängen bis zum Ende des Ersten Weltkrieges. Ludwigshafen am Rhein 2003,  (ISBN 3-924667-35-7).